# John Sivebæk
John Sivebæk (Vejle, 25 de Outubro de 1961) é um ex-futebolista dinamarquês. Foi campeão europeu pela Dinamarca em 1992.

## Carreira
John Sivebæk fez parte do elenco da Seleção Dinamarquesa de Futebol da Copa do Mundo de 1986 

## Títulos
Vejle
- Copa da Dinamarca: 1981
- Campeonato Dinamarquês: 1984

Dinamarca
- Eurocopa: 1992